# Orlik (Bouriatie)
Pour les articles homonymes, voir Orlik.
Orlik (en russe : Орлик, en bouriate : Орлиг, Orlig) est un village, centre administratif de la commune rurale d'Orlik et du raïon de l'Oka de Bouriatie, en Russie. Sa population s'élevait à 2 687 habitants au recensement de 2021.

## Géographie
Le village de Orlik se situe en Bouriatie, une république de Russie située en Transbaïkalie, région de Sibérie orientale à l'est du lac Baïkal. Il fait partie du district fédéral extrême-oriental. Centre administratif du raïon de l'Oka, un raïon de la république, il est aussi le centre administratif du l'établissement rural de Orlik, une municipalité du raïon,.   
Le fuseau horaire du village est MSK+5 (heure d'Irkoutsk). Le décalage horaire appliqué par rapport au temps universel coordonné est +09:00.  

## Démographie
Recensements (*) et estimations de la population:
| 1959* | 1970* | 1979* | 1989* |
| ----- | ----- | ----- | ----- |
| 987   | 1 398 | 1 449 | 1 792 |

| 2002 * | 2010* | 2021* | - |
| ------ | ----- | ----- | - |
| 2 045  | 2 555 | 2 687 | - |